# Wielbark
Wielbark [ˈvʲɛlbark] (deutsch Willenberg) ist eine Stadt im Powiat Szczycieński der polnischen Woiwodschaft Ermland-Masuren. Sie ist Sitz der gleichnamigen Stadt-und-Land-Gemeinde mit 6456 Einwohnern (Stand 31. Dezember 2020).

## Geographische Lage
Wielbark liegt im historischen Ostpreußen am Zusammenfluss von Omulew (Omulef) und Sawica (Sawitz) an der Schnittstelle zwischen der Masurischen und der Kurpischen Tiefebene auf 125 Meter Meereshöhe im südlichen Masuren, etwa 55 Kilometer südöstlich der Stadt Olsztyn (Allenstein) und 20 Kilometer südlich der Kreisstadt Szczytno (Ortelsburg). Nach Nordosten hin erstreckt sich ein Heidegebiet, ansonsten bestimmen Kiefernwälder die Landschaft.

## Geschichte

### Ortsgeschichte

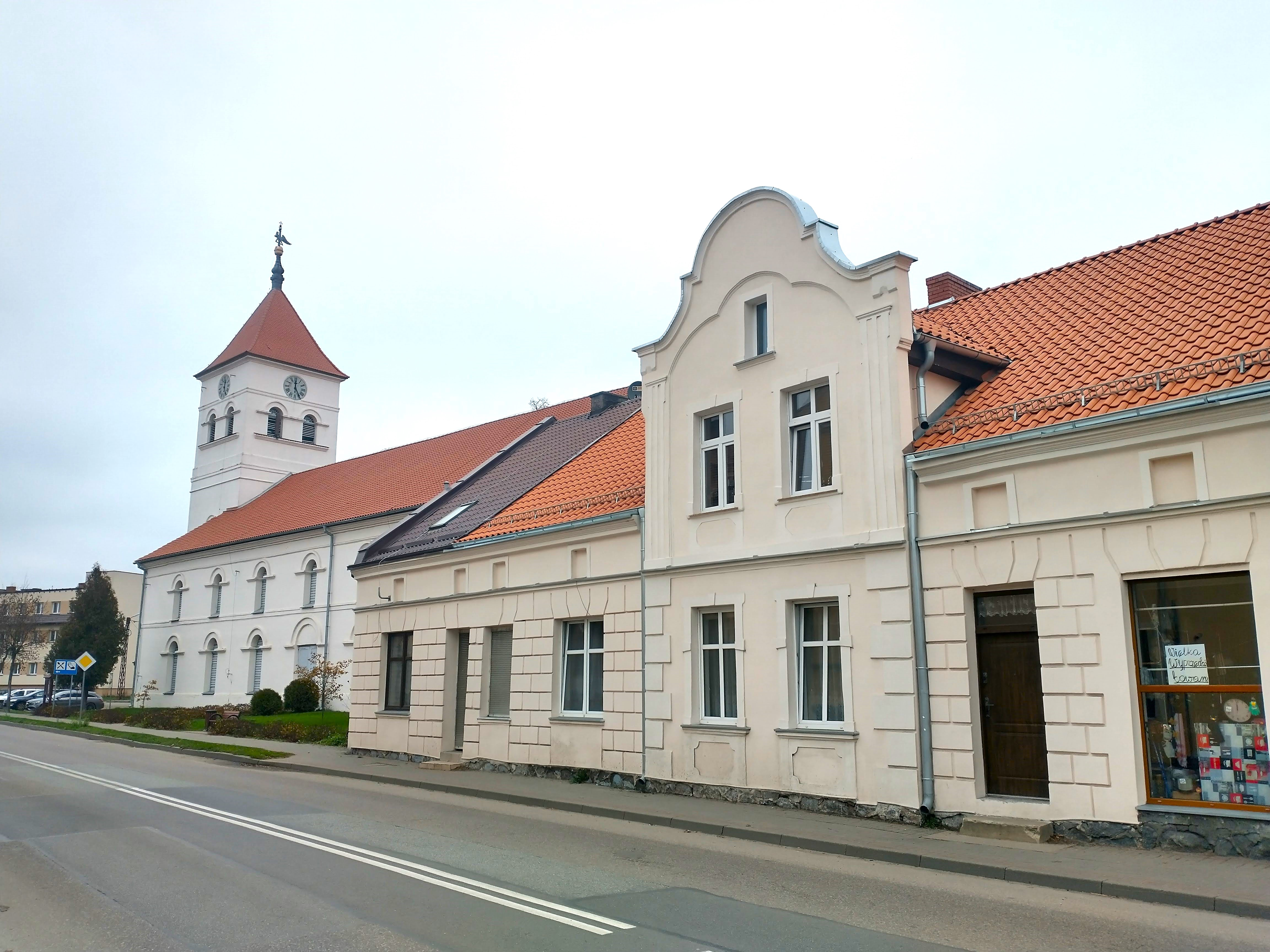
Straßenzug

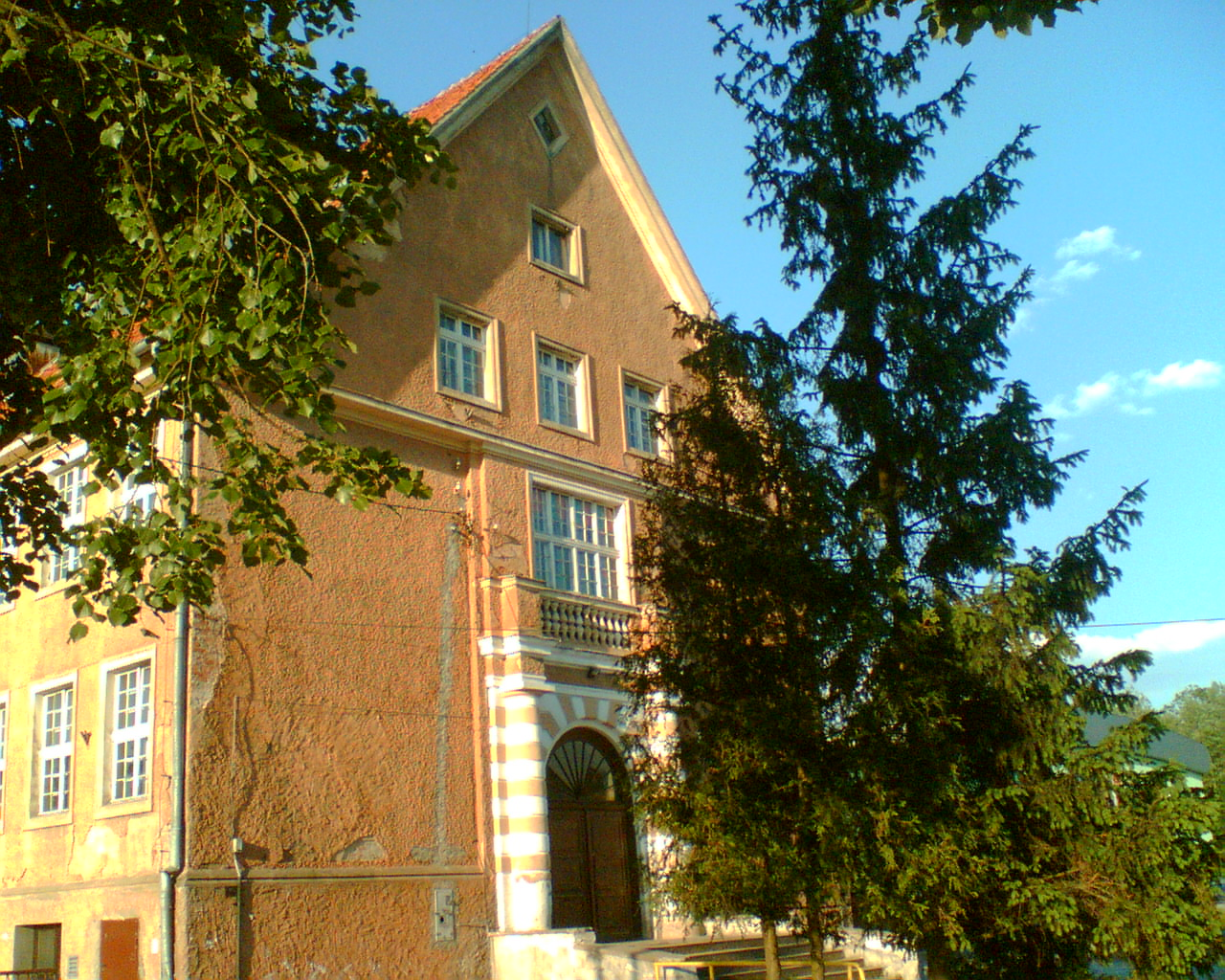
Schulgebäude (Aufnahme 2008)

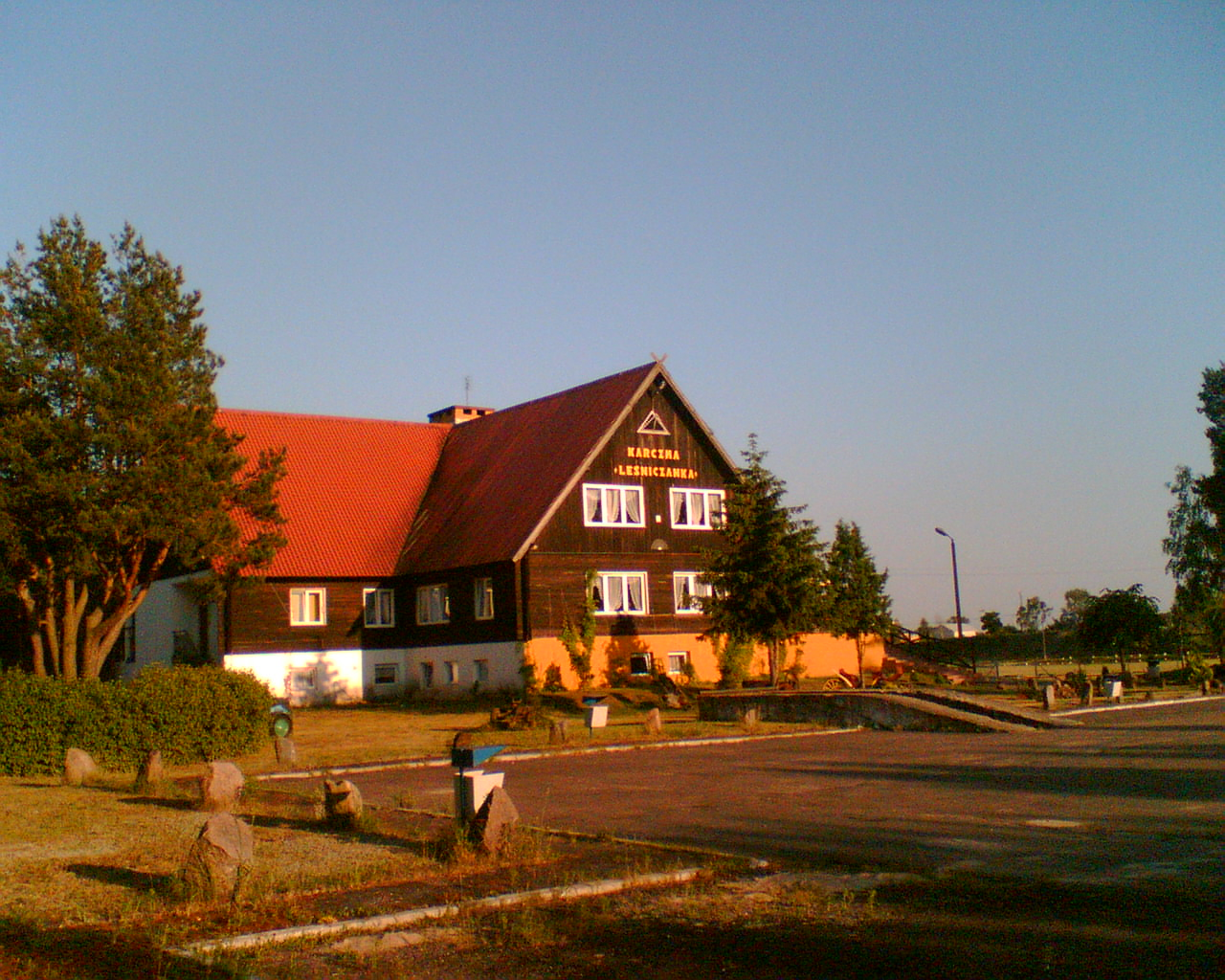
Altes Gehöft (Aufnahme 2008)

Das 1361 beurkundete „Wildhaus“ auf einer Insel im Omulef-Fluss war eine der südlichsten Grenzfesten des Deutschen Ordens gegenüber dem polnischen Herzogtum Masowien. Die Feste entstand relativ spät im alten Pruzzengau Galinden, denn dieser wurde bereits im ersten Viertel des 14. Jahrhunderts durch den Orden erschlossen. Das Wildhaus war zum Zeitpunkt seiner ersten Erwähnung Sitz eines Ordenspflegers und unterstand dem Komtur von Elbing. Am Ende des 14. Jahrhunderts ließen sich zwischen Omulef und Sawitz Bienenzüchter und Jäger nieder, und in einem Hammerwerk verarbeiteten Hüttenarbeiter das in der Nähe vorkommende Raseneisenerz. Durch die Lage an der wichtigen Handelsstraße Königsberg–Warschau entwickelte sich die nun Willenberg genannte Siedlung günstig, Händler und Schankwirte zogen hinzu, und laut „Henneberger Chronik“ plante schon Herzog Albrecht, Willenberg zur Stadt zu erheben. Aus unbekannten Gründen ist das Vorhaben nicht zur Ausführung gekommen.
Nach der Gründung des weltlichen Herzogtums Preußen durch Herzog Albrecht 1525 wurde Willenberg verwaltungsmäßig dem Oberländischen Kreis zugeordnet und dem Hauptamt Ortelsburg unterstellt. Zur Mitte des 16. Jahrhunderts verfügte der Ort über eine evangelische Kirche, er wurde 1557 als Kirchdorf bezeichnet. Während des Zweiten schwedisch-polnischen Krieges überfielen 1656 tatarische Hilfstruppen des polnischen Heeres den Ort und die Einwohner flüchteten mitsamt ihrem Vieh in den nahen Urwald.
Zu Beginn des 18. Jahrhunderts hatte sich Willenberg zu einem Zentrum des Tuchmachergewerbes entwickelt. Dazu hatten wieder die günstige Lage an der Königsberger Handelsstraße und die Nähe zu Polen, von wo Wolle zollfrei eingeführt werden konnte, beigetragen. So konnte schließlich erreicht werden, dass der preußische König Friedrich Wilhelm I. am 21. Juli 1723 Willenberg das Stadtrecht verlieh.
1745 wurde die „Beutnerdorf“ genannte und hauptsächlich von Bienenzüchtern bewohnte Vorstadt eingemeindet. Die günstigen wirtschaftlichen Verhältnisse, gefördert auch durch die Straßenzollerhebung, ließen Willenberg zu einem wohlhabenden Gemeinwesen mit zahlreichem Immobilienbesitz werden. Es stand weiterhin unter wohlwollender Förderung des Königs, der z. B. bei der Beseitigung der Schäden des großen Brandes vom Juni 1743 half und 1754 die erstmalige Pflasterung der Straßen finanziell unterstützte. Auch der Wiederaufbau nach dem verheerenden Brand vom 16. Juli 1763 fand mit staatlicher Hilfe statt. Diese Jahre standen unter der Amtszeit des Bürgermeisters Valentin Schulz, der als einer der tatkräftigsten Stadtoberhäupter in die Geschichte der Stadt eingegangen ist.
Die preußische Verwaltungsreform von 1752 brachte für Willenberg eine neue Kreiszuordnung. Es wurde nun dem neu gebildeten Kreis Neidenburg unterstellt. Zugleich wurde in der Stadt eine Domänenkammer eingerichtet, deren Verwaltungssitz auf den Resten der alten Ordensburg erbaut wurde. Zum Schutz gegen die immer wieder von jenseits der nahen Grenze ausgehenden Raubzüge wurde 1769 die Stadtbefestigung verstärkt und ein Stadttor errichtet. Dieses wurde zwar 1861 schon wieder abgebrochen, wurde jedoch als Wahrzeichen der Stadt in das 1910 verliehene Stadtwappen aufgenommen.
Ungünstig für die Stadt verliefen die napoleonischen Kriege Anfang des 19. Jahrhunderts. Im Januar 1807 zog das napoleonische Hauptheer mit 70.000 Soldaten durch die Stadt, und Napoleon selbst bezog sein Hauptquartier vom 21. Januar bis 2. Februar im Amtshaus der Domänenverwaltung. Teile der Armee wurden in der Stadt einquartiert und errichteten eine Feldbäckerei, zu deren Betrieb zahlreiche hölzerne Ställe und Scheunen abgebrochen wurden. Schließlich lösten die Soldaten noch einen Großbrand aus, dem die Beutnervorstadt zum großen Teil zum Opfer fiel. Die Stadt hatte die Kosten der Einquartierung zu tragen, musste dafür ihren Grundbesitz veräußern und Anleihen aufnehmen. Ebenfalls im Amtshaus nahm 1813 Zar Alexander I. von General von Kleist die Zustimmungserklärung Preußens zum gemeinsamen Kampf gegen Napoleon entgegen.
Durch eine erneute Verwaltungsreform wurde 1817 der Kreis Ortelsburg gebildet, dem auch Willenberg zugeordnet wurde. Am 23. September 1819 und am 9. Juni 1834 richteten erneut Großbrände erhebliche Schäden an. 1831 und 1852 forderte die Cholera viele Todesopfer. 1827 begann die evangelische Gemeinde mit dem Neubau einer Kirche, da die bisherige wegen Baufälligkeit abgerissen werden musste. Der Neubau entstand im klassizistischen Stil in Anlehnung an schinkelsche Entwürfe. Die katholische Gemeinde errichtete ihr Gotteshaus in den Jahren 1878 bis 1880. Nach Einführung der preußischen Gewerbeordnung vom 17. Januar 1845 wurden in Willenberg Handwerkerinnungen unter anderem für Tuchmacher, Tischler, Schlosser, Schmiede, Glaser, Kürschner und Schuhmacher registriert.
1860 wurde mit dem Bau der neuen Chaussee nach Ortelsburg begonnen, die später ein Teilstück der Reichsstraße 128 nach Königsberg (Preußen) wurde. An das Eisenbahnnetz wurde Willenberg erst spät angeschlossen. Am 1. Juli 1900 wurde die Bahnlinie Ortelsburg–Willenberg–Neidenburg eröffnet. Durch diesen späten Anschluss an die modernen Verkehrswege entwickelte sich in der Stadt kaum Industrie. Zum Ende des 19. Jahrhunderts gab es hier lediglich drei Mühlen und eine Dampfbäckerei. Entsprechend stagnierte die Zahl der Einwohner. War sie noch zwischen 1857 und 1875 merklich von 2.044 auf 2.641 gestiegen, so sank sie später auf 2.577 im Jahr 1880 und auf 2.463 im Jahr 1910. Noch vor dem Ersten Weltkrieg wurden jedoch die Infrastruktur durch den Bau eines wassergetriebenen Elektrizitätswerks (1906) und die Inbetriebnahme eines großen Schlachthofes (1910) und die Lebensverhältnisse durch die Neugestaltung des Marktplatzes (1905) und die Installation der Straßenbeleuchtung (1907) spürbar verbessert.
Vom Ersten Weltkrieg wurde Willenberg von Beginn an erheblich betroffen. Unmittelbar nach Kriegsbeginn besetzten russischen Truppen die Stadt, und dies wiederholte sich im Laufe des Krieges noch weitere zwei Mal. Im Verlauf der Schlacht bei Tannenberg wurden bei einem Gefecht nahe der Stadt am 30. August 1914 16.100 russische Soldaten der Narewarmee von der deutschen Armee gefangen genommen, ihr General Samsonow erschoss sich daraufhin bei der südlich der Stadt gelegenen Försterei Karolinenhof (heute Rokitka). Der für ihn durch den Ortelsburger Landrat von Poser nach Kriegsende aufgestellte Gedenkstein wurde nach 1945 von den Polen wieder beseitigt.
Nach dem Ende des Ersten Weltkrieges schloss Polen seine Grenzen zu Ostpreußen, und damit entfiel auch für Willenberg der gewinnbringende Grenzhandel mit negativen Auswirkungen auf die Wirtschaftskraft der Stadt. Durch Zuzug von Einwohnern aus den im Krieg verlorenen westpreußischen Gebieten stieg die Einwohnerzahl jedoch bis 1939 auf 2.599 an. Bei der durch den Versailler Vertrag angeordneten Volksabstimmung über die Zugehörigkeit zu Ostpreußen oder Polen entschieden sich die Willenberger Bürger mit 1.851 zu 24 Stimmen für Ostpreußen.
Am Ende des Zweiten Weltkrieges wurde Willenberg im Januar 1945 von der Roten Armee erobert. Wie im gesamten südmasurischen Raum (z. B. Ortelsburg und Neidenburg) fand auch in Willenberg keine Evakuierung statt, die Bevölkerung wurde auch noch direkt vor dem Einmarsch der Roten Armee völlig in Sicherheit gewogen. Erst direkt in den Stunden vor dem Einmarsch kam es zu spontanen Fluchthandlungen. Die Trecks wurden dann von der Front überrollt und die Fliehenden, falls nicht getötet, zur Umkehr in ihre Heimatorte gezwungen, nur einem eher kleineren Teil aus diesem Gebiet gelang die Flucht. Nur einige kinderreiche Familien waren schon vorher planmäßig nach Pommern evakuiert worden.
Schon einige Wochen später wurde die Stadt unter polnische Verwaltung gestellt. Es begann nun die Zuwanderung polnischer Zivilisten. Die noch vorhandenen deutschen Einwohner wurden in der darauf folgenden Zeit vertrieben. Die Stadt erhielt den polnischen Namen „Wielbark“ und verlor 1946 ihr Stadtrecht. 1975 bis 1998 war der Ort Teil der Woiwodschaft Olsztyn. Zum 1. Januar 2019 wurde Wielbark wieder zur Stadt erhoben.
2007 errichtete IKEA ein 26 Millionen Euro teures Sägewerk. In einem zweiten Schritt ist daneben der Bau einer Möbelfabrik geplant.

### Demographie
| Jahr | Einwohnerzahl | Anmerkungen |
| ---- | ------------- | --- |
| 1782 | 1100          | [ 4 ] |
| 1831 | 1883          | zum Teil Polen |
| 1857 | 2044          | [ 6 ] |
| 1867 | 2502          | am 3. Dezember |
| 1871 | 2630          | am 1. Dezember, davon 2465 Evangelische, 143 Katholiken, ein sonstiger Christ und 21 Juden |
| 1875 | 2641          | [ 8 ] |
| 1880 | 2577          | [ 8 ] |
| 1910 | 2463          | am 1. Dezember, davon 1763 Evangelische, 266 Katholiken, 22 sonstige Christen und 13 Juden (1197 Einwohner mit deutscher, 71 mit polnischer und 796 mit masurischer Muttersprache, 399 Einwohner benutzen die deutsche und eine andere Sprache) |
| 1933 | 2506          | [ 8 ] |
| 1939 | 2599          | [ 8 ] |

## Kirche
Vor der Reformation gab es  in Willenberg eine katholische Kirche. Mit Einführung der Reformation in Ostpreußen übernahm sie das evangelisch-lutherische Bekenntnis.

### Evangelisch

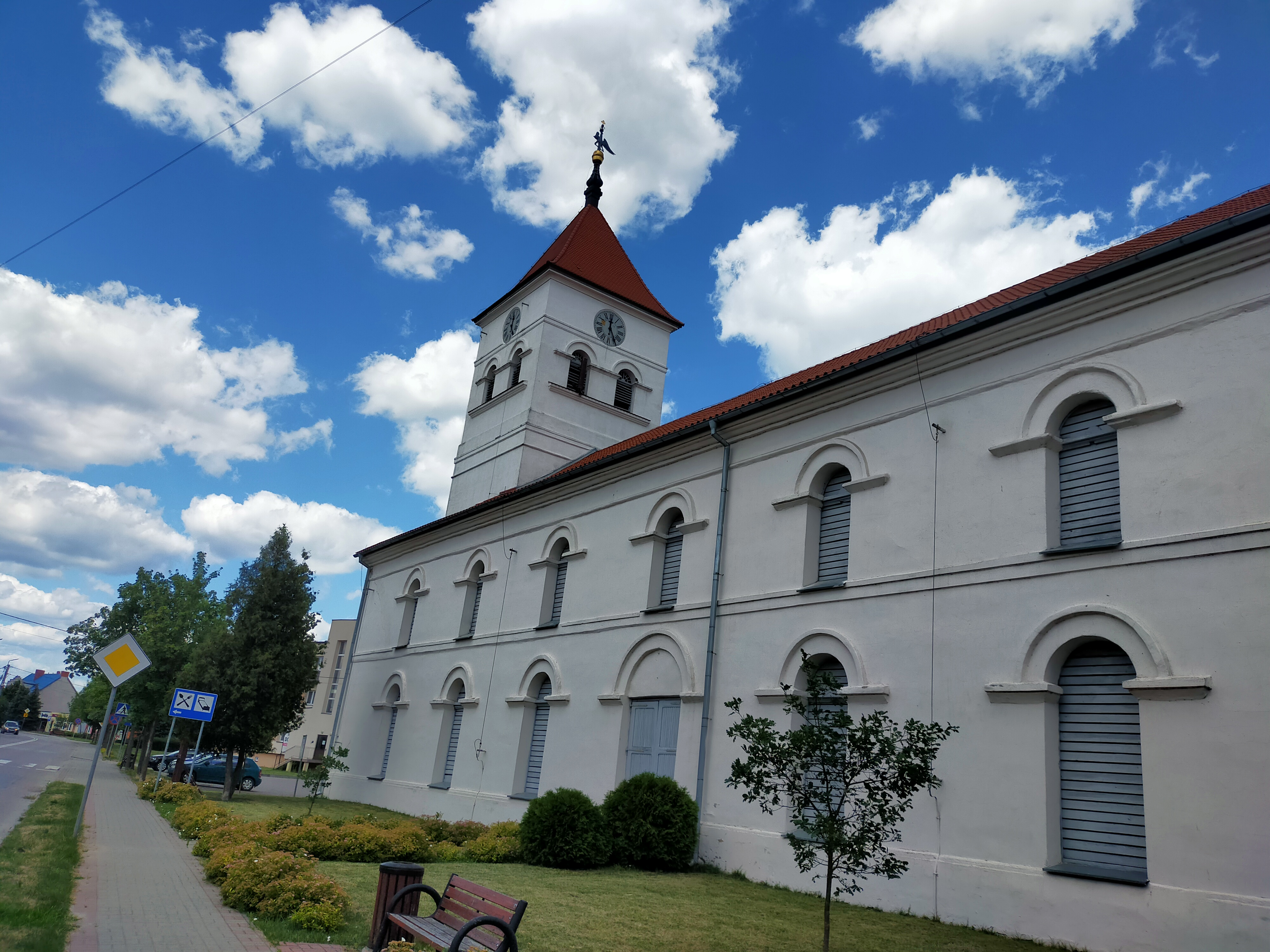
Evangelischen Kirche

Die Kirche von 1827 ist ein neoromanischer Backsteinbau aus der Karl-Friedrich-Schinkel-Schule. Bis 1945 war sie Pfarrkirche für das Kirchspiel Willenberg mit mehr als zwanzig Ortschaften. Die Pfarrei gehörte zum Superintendenturbezirk Ortelsburg im Kirchenkreis Ortelsburg innerhalb der Kirchenprovinz Ostpreußen der Kirche der Altpreußischen Union. Nach 1945 ging das Kirchengebäude in das Eigentum der Evangelisch-Augsburgischen Kirche in Polen über. Jahrelang wurde die Kirche nicht genutzt. Nicht abgeschlossene Sicherungsmaßnahmen sollen sie vor dem Verfall retten.
Die heute in Wielbark und Umgebung lebenden evangelischen Kirchenglieder gehören zur Pfarrei Szczytno in der Diözese Masuren der Evangelisch-Augsburgischen Kirche in Polen.

### Römisch-katholisch
Die St.-Johannes-Nepomuk-Kirche von 1880 ist seit 1888 Pfarrkirche der neu gegründeten Pfarrgemeinde. Bis 1945 war Willenberg dem Dekanat Masuren I mit Sitz in Angerburg im damaligen Bistum Ermland zugehörig. Heute gehört die Pfarrei zum Dekanat Szczytno im jetzigen Erzbistum Ermland.

## Gemeinde

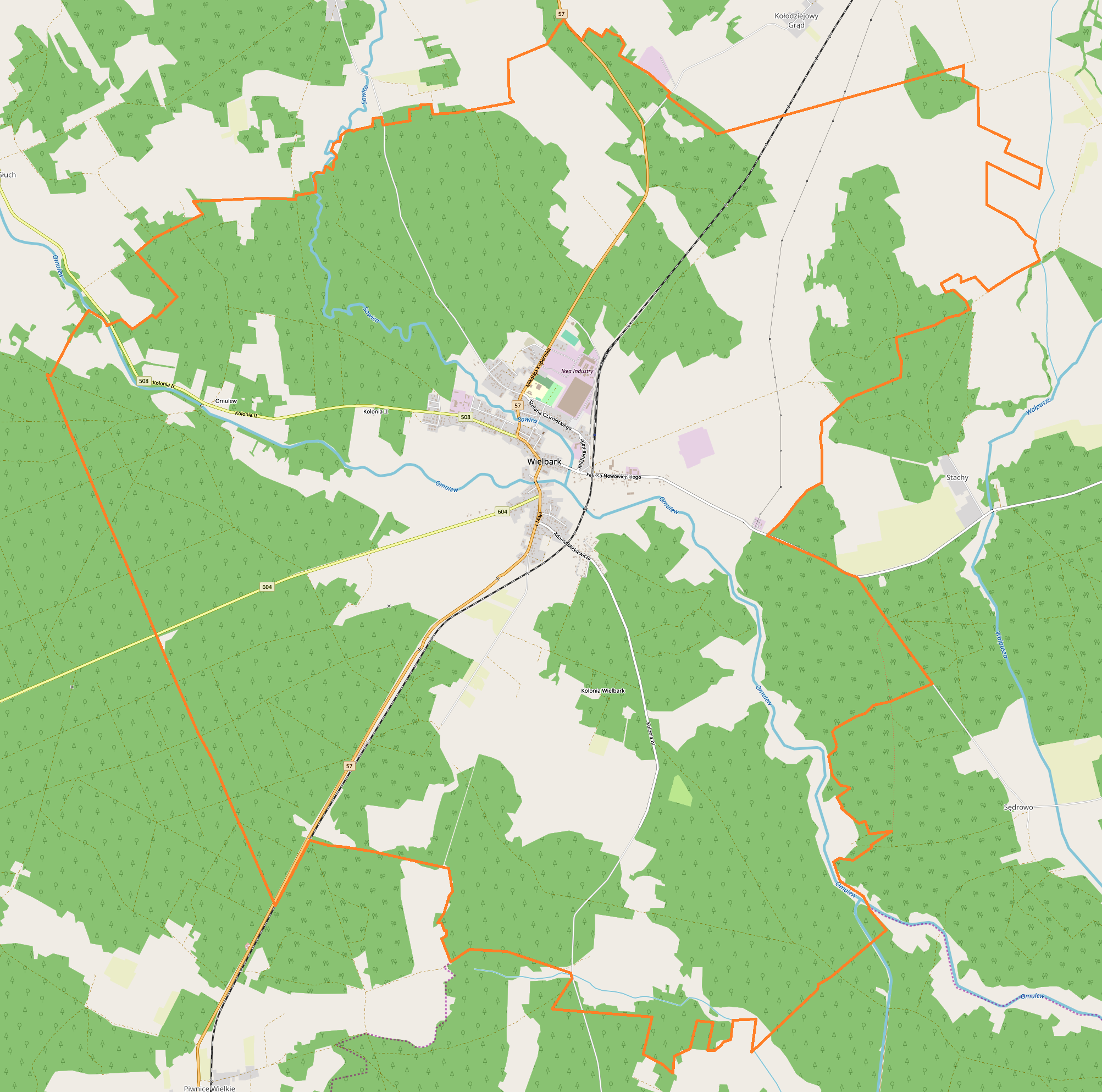
Das Gebiet der Gemeinde Wielbark (Vergrößerung durch Anklicken)

Zur Stadt-und-Land-Gemeinde (gmina miejsko-wiejska) Wielbark gehören die Stadt selbst und 22 Dörfer mit Schulzenämtern, wobei kein Ort mehr als 300 Einwohner zählt. Sie hat eine Fläche von fast 348 km².

## Verkehr

### Straße
Durch den Ort verläuft die Landesstraße 57 (frühere Reichsstraße 128) Bartoszyce–Kleszewo (–Pułtusk), und die beiden von Jedwabno (Gedwangen) bzw. Nidzica (Neidenburg) kommenden Woiwodschaftsstraßen 508 bzw. 604 enden in Wielbark. Eine Nebenstraße über Księży Lasek (Fürstenwalde) verbindet Wielbark mit der Nachbar-Gmina Rozogi (Friedrichshof).

### Schiene
Die Stadt Wielbark ist Bahnstation an der Bahnstrecke Ostrołęka–Szczytno. Der Personenverkehr wurde am 9. Juni 2001 eingestellt und auf dem Abschnitt von Szczytno bis zum Flughafen „Mazury“ 2016 wieder aufgenommen. Es gab bisher mehrere Anläufe, den Personenverkehr auch wieder auf dem südlichen Abschnitt der Linie 35 aufzunehmen. Bis 2020 soll der Abschnitt Ostrołęka–Chorzele modernisiert werden. Im Güterverkehr wird der Abschnitt Wielbark–Szczytno weiterhin betrieben. Eine von Nidzica kommende Bahnstrecke endet in Wielbark. Die Linie wird derzeit nicht mehr befahren.

### Luft
Zehn Kilometer nördlich von Wielbark liegt der Regional-Flughafen „Mazury“ bei Szymany (Groß Schiemanen).

## Persönlichkeiten

### Aus der Stadt gebürtig
- Gerhard Bassarak (* 3. Februar 1918 in Willenberg), deutscher evangelischer Theologe († 2008)
- Bernhard Fisch (* 22. August 1926 in Willenberg), Autor von Büchern zur ostpreußischen Geschichte († 2020)
- Julius Frenzel (* 16. April 1830 in Willenberg), Landrat des Kreises Oletzko († 1880)
- Johann Eduard Loch (* 5. Oktober 1840 in Willenberg), Altphilologe († 1905).

### Mit der Stadt verbunden
- Franz Bulitta (1900–1974), katholischer Bischöflicher Kommissar, Geistlicher Rat und Pfarrer in Willenberg.

### Andere
Aus Willenberg stammten 14 Angehörige des Corps Masovia. Von diesen „Steinmasuren“ waren Karl Adolf Schrage und August Myckert Pfarrer, Simon Sadowski und Gustav Heckert Rektoren in Willenberg.